# Pyrrhosoma nymphula
Pyrrhosoma nymphula (Sulzer, 1776) è una libellula del sottordine degli Zigopteri appartenente alla famiglia Coenagrionidae.

## Distribuzione e habitat
Questa specie ha un areale paleartico occidentale: è presente prevalentemente in Europa e con piccole popolazioni nel nord del Marocco e della Tunisia, nel Caucaso e nel nord dell'Iran.
Questi zigotteri abitano piccoli stagni, laghi e dighe e occasionalmente fiumi lenti. Tendono ad evitare l'acqua che scorre veloce.

## Descrizione
La ninfula pirrosoma può raggiungere una lunghezza del corpo di 33-36 millimetri. Questi zigotteri grandi e robusti sono caratterizzati da zampe nere e pterostigma alari neri in entrambi i sessi.
I maschi maturi hanno gli occhi rossi e un torace nero con strisce rosse della spalla negli esemplari adulti, ma strisce gialle in quelli immaturi. In realtà le strisce ante-omerali cambiano in rosso con l'età. L'addome è rosso con piccoli anelli neri e bande bronzo-nere verso l'apice (segmenti 7-9). Le ali sono ialine, con uno pterostigma nerastro. Le femmine mature si presentano in tre tipologie di colore (classico, fulvide e melanotum), prevalentemente da nere a prevalentemente rosse, ma tutte hanno bande gialle attorno ai segmenti addominali. Esistono anche alcune forme intermedie.
La forma tipica ha più nero sui suoi segmenti addominali rispetto alla forma fulvipes, in particolare sul segmento 6. Le immature hanno occhi più chiari e strisce gialle sul torace, non rosse. Nella forma melanotum le femmine mostrano la superficie superiore dell'addome quasi interamente nera.
In Grecia e Albania è presente una specie strettamente correlata, la damigella rossa greca (Pyrrhosoma elisabethae). Sembrano molto simili, le femmine hanno solo un pronoto leggermente diverso con pieghe profonde nel margine posteriore. I maschi differiscono nelle loro appendici inferiori, che sono più lunghe di quelle superiori, mentre l'uncino nero sulle appendici inferiori è lungo quasi quanto nella grande libellula rossa. Pyrrhosoma nymphula può confondersi con la simile Ceriagrion tenellum che però ha zampe e pterostigma rossi invece che neri ed è di taglia inferiore.

## Biologia
La grande libellula rossa è spesso la prima ad emergere, di solito in aprile o maggio. Gli adulti possono essere presenti fino a settembre, in base alla località.
Gli adulti ancora in fase di sviluppo maturano in circa 2 settimane. L'accoppiamento avviene nella vegetazione. La femmina durante la deposizione delle uova è accompagnata dal maschio, immerge nell'acqua solo l'addome. Le uova si schiudono in due-tre settimane. Lo sviluppo delle larve richiede due anni. Le larve si nutrono di larve di insetti acquatici, protozoi, rotiferi o piccoli crostacei.